# Morangis, Essonne
Morangis är en kommun i departementet Essonne i regionen Île-de-France i norra Frankrike. Kommunen ligger i kantonen Chilly-Mazarin som tillhör arrondissementet Palaiseau. År 2022 hade Morangis 13 773 invånare.

## Befolkningsutveckling
Antalet invånare i kommunen Morangis
| Referens: INSEE |